# 素直にI'm Sorry
「素直にI'm Sorry」（すなおにアイム ソーリー）は、チェッカーズの18枚目のシングル。1988年10月21日にポニーキャニオンから発売された。

## 解説
チェッカーズ自身元号が「昭和」での最後のシングル曲。
同曲で1988年12月31日の「第39回NHK紅白歌合戦」に5年連続5回目の出場となった。
のちに作詞者の藤井フミヤが2002年10月9日発売のセルフカバーアルバム「Re Take」にてセルフカバーし、自身出演の森永乳業「クリープ」のCMに使われる。

## 収録曲
1. 素直にI'm Sorry
  - 作詞：藤井郁弥 / 作曲：藤井尚之 / 編曲：THE CHECKERS FAM.
2. Cry for The Moon
  - 作詞：藤井郁弥 / 作曲：鶴久政治 / 編曲：THE CHECKERS FAM.